# Wojciech Bartnik
Wojciech Stanisław Bartnik, född den 2 december 1967 i Olesnica, Polen, är en polsk boxare som tog OS-brons i lätt tungviktsboxning 1992 i Barcelona. I semifinalen vann tysken Torsten May över Bartnik, som därmed fick nöja sig med brons.